# 얼라이 파이낸셜
얼라이 파이낸셜(Ally Financial)은 델라웨어주에서 조직된 금융지주회사이다. 본사는 미시간주 디트로이트 얼라이 디트로이트 센터에 위치해 있다. 이 기업은 카 파이낸스, 다이렉트 뱅크를 통한 온라인 뱅킹, 기업대출업, 자동차보험, 모기지 론, 전자거래 플랫폼을 무역 금융자산에 제공한다.
이 기업의 사명은 2010년까지 GMAC(General Motors Acceptance Corporation)이었다.

## 역사
이 기업은 1919년에 자동차 고객사들에게 재정을 제공할 목적으로 제너럴 모터스에 의해 'General Motors Acceptance Corporation'라는 사명으로 설립되었다.